# Åre Östersund repülőtér
Az Åre Östersund repülőtér (IATA: OSD, ICAO: ESNZ) Svédország egyik nemzetközi repülőtere, amely Östersund közelében található. Éves utasforgalma 511 986 fő (2018).

## Futópályák
A repülőtér futópályái:
- 12/30 (2500 m, 45 m, bitumen)

## Forgalom
Az utasforgalom az elmúlt években az alábbi módon változott:
| Utasok száma | 390 200 | 374 428 | 330 869 | 377 868 | 408 619 | 460 720 | 495 734 | 511 986 | 140 586 | 219 595 |
|              | 2005    | 2007    | 2009    | 2011    | 2013    | 2014    | 2016    | 2018    | 2020    | 2022    |